# Merselo

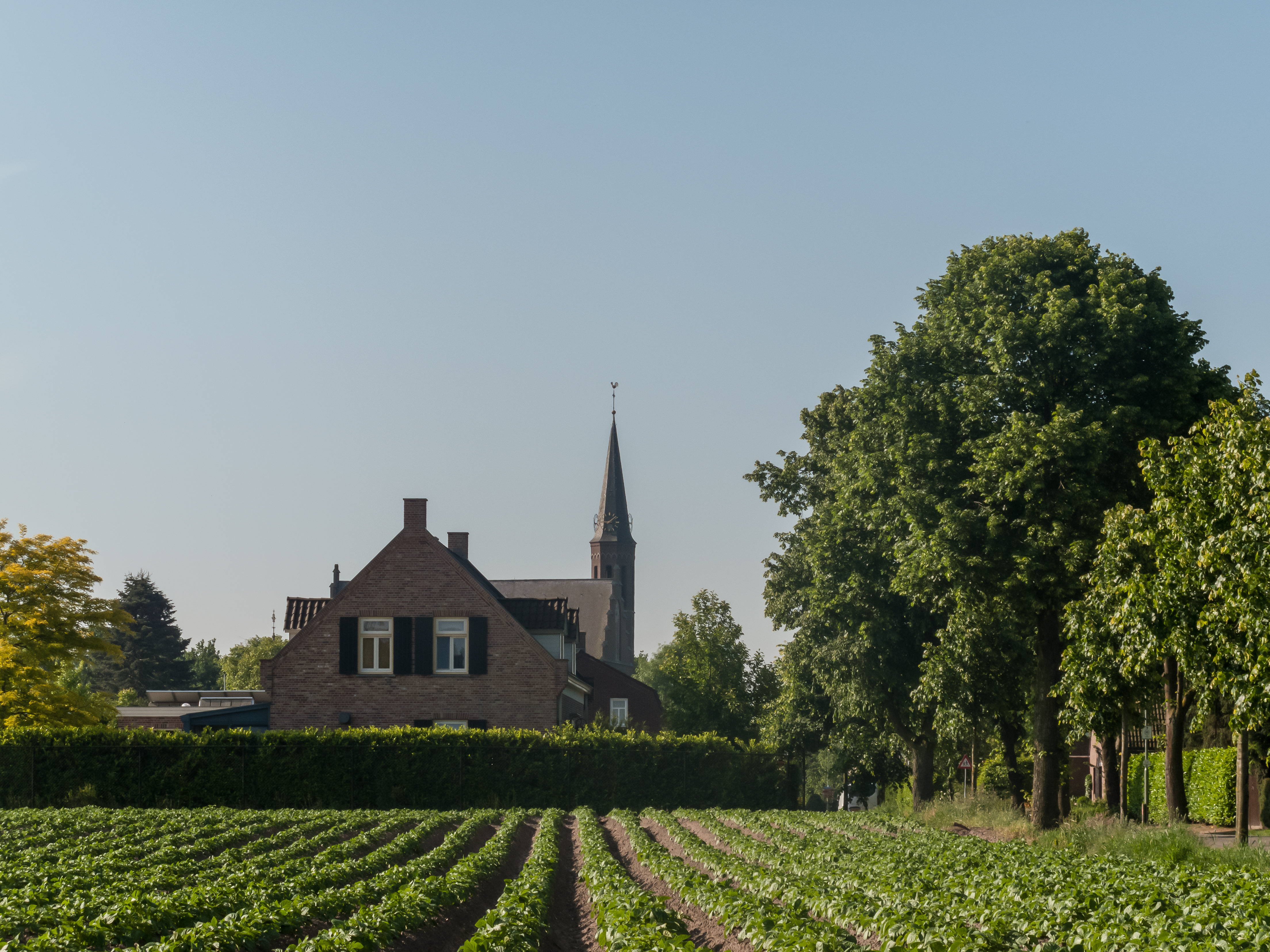
Merselo, vue sur le village avec tour de l'église (de Johannes de Doper - Sint Janskerk)

Merselo est un village situé dans la commune néerlandaise de Venray, dans la province du Limbourg. Le 1er janvier 2008, le village comptait 1 100 habitants.

## Histoire
- Le 18 janvier 1871 le ballon monté Poste-de-Paris s'envole de la gare du Nord à Paris alors assiégé par les prussiens et termine sa course à Merselo après avoir parcouru 400 kilomètres[1].